# Saint-Brieuc-des-Iffs
Saint-Brieuc-des-Iffs (tiếng Breton: Sant-Brieg-an-Ivineg) là một xã của tỉnh Ille-et-Vilaine, thuộc vùng Bretagne, miền tây bắc nước Pháp.

## Dân số
Người dân ở Saint-Brieuc-des-Iffs được gọi là Briochins.
| 1800                                            | 1831 | 1841 | 1866 | 1906 | 1911 | 1921 | 1926 | 1931 | 1936 | 1946 | 1954 | 1962 | 1968 | 1975 | 1982 | 1990 | 1999 |
| ----------------------------------------------- | ---- | ---- | ---- | ---- | ---- | ---- | ---- | ---- | ---- | ---- | ---- | ---- | ---- | ---- | ---- | ---- | ---- |
| 658                                             | 578  | 565  | 570  | 442  | 433  | 386  | 361  | 355  | 332  | 313  | 314  | 280  | 258  | 257  | 279  | 288  | 296  |
| Starting in 1962: Population without duplicates |      |      |      |      |      |      |      |      |      |      |      |      |      |      |      |      |      |